# Gladbeck (Film)
Gladbeck ist ein zweiteiliges Filmdrama aus dem Jahr 2018, das unter der Regie von Kilian Riedhof nach den Drehbüchern von Holger Karsten Schmidt von Ziegler Film produziert wurde. Im Mittelpunkt des Geschehens steht die bundesweit bekannt gewordene Geiselnahme von Gladbeck im August 1988. Die Erstausstrahlung erfolgte am 7. und 8. März 2018 im Ersten.

## Handlung
August 1988. Zwei Kriminelle, Hans-Jürgen Rösner und Dieter Degowski, überfallen eine Bank in Gladbeck. Sie nehmen die Angestellten des Geldinstituts als Geiseln und erpressen so die Bereitstellung eines Fluchtwagens. Eine zweitägige Flucht vor der Polizei beginnt. Mit Rösners Freundin Marion Löblich, nunmehr Komplizin, kapern sie kurze Zeit später einen Linienbus in Bremen.
Während sich nun mehrere Geiseln in der Hand der Bankräuber befinden, müssen sich die Verantwortlichen in Politik und Polizei, vor allem der Einsatzleiter Friedhelm Meise, viele Fragen gefallen lassen. An der Autobahnraststätte Grundbergsee wird der 14-jährige Emanuele von Degowski durch einen Kopfschuss getötet. Bei dem die Geiselnahme beendenden Eingriff eines polizeilichen Sonderkommandos gegen die in einem Pkw flüchtenden Geiselnehmer auf der Autobahn bei Bad Honnef kommt es zu einem heftigen Schusswechsel, bei dem die Geisel Silke Bischoff tödlich getroffen wird.

## Hintergrund

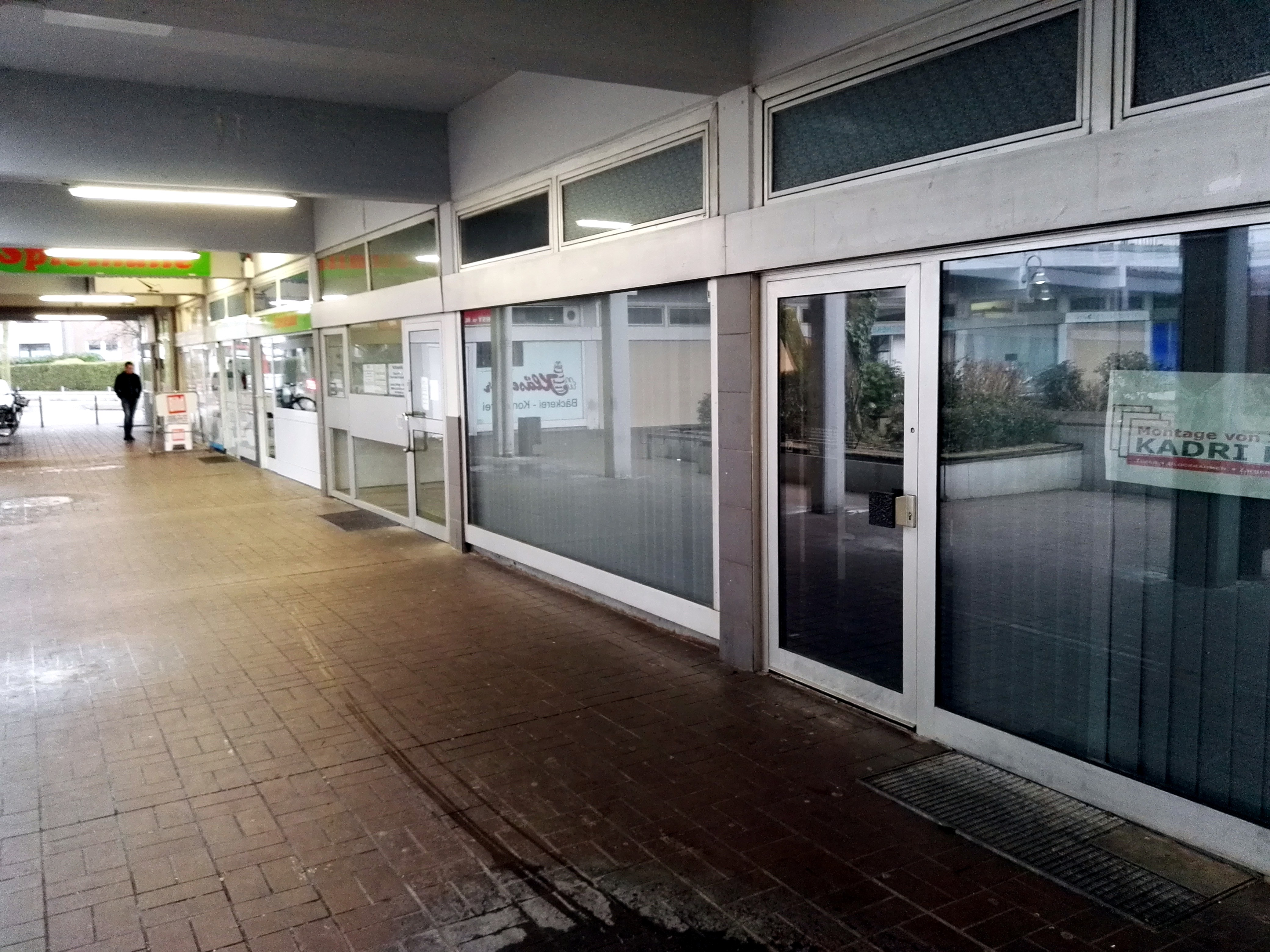
Ladenlokal links von der ehemaligen Deutschen Bank, das für die Aufnahmen benutzt wurde

Die Dreharbeiten des Films fanden bereits 2016 statt. Gedreht wurde unter anderem in Delmenhorst (die Szenen in der Innenstadt von Bremen), in Duisburg (die Szenen in der Innenstadt von Köln), in Duisburg-Hochfeld (die Szene, in der die Geiselnahme im Bus begann), auf dem Parkplatz Eichkamp der A 555, auf der A 281 in Bremen und in Düsseldorf sowie zum Teil an Originalschauplätzen in Gladbeck.

## Rezeption

### Kritik
Johnny Bastiampillai, eine Bus-Geisel aus Bremen, sagte in der Talkshow Maischberger, die nach dem ersten Teil ausgestrahlt wurde, dass er den Film nicht schauen werde, weil er ihn nicht unterstützen wolle. Vor allem den Zeitpunkt der Erstausstrahlung im März 2018 hielt er für fragwürdig. Schließlich falle dieser nicht mit dem Jahrestag im August zusammen, sondern mit der Haftentlassung Degowskis nur wenige Wochen zuvor. „Das ist eine Huldigung an Degowski“, sagte Bastiampillai.
Die Familie De Giorgi, die nach dem Tod ihres Sohnes Emanuele nach Italien zurückkehrte, lehnte alle Kontaktversuche während der Vorbereitungszeit des Filmes ab. In einer nach dem zweiten Teil gesendeten Dokumentation zum damaligen Geschehen berichtete die Familie, insbesondere die Tochter Tatiana, über ihre Erfahrungen.
In der Presse wurde der Film größtenteils gelobt. So schreibt Welt.de von einem fantastisch gemachten Zweiteiler, der die Wirkung eines Dokumentarfilms entfaltet. Im Feuilleton der FAZ wird von einem „zu Recht hochgelobten Film“ gesprochen. Die Frankfurter Rundschau meint, in dem so wuchtig wie bedrückenden Film spielen die Darsteller derart intensiv, dass es zeitweise fast physisch wehtut, ihnen zuzusehen.

### Einschaltquoten
Den ersten Teil des Films sahen 4,99 Millionen Zuschauer aller Altersgruppen, womit Das Erste einen Marktanteil von 15,3 Prozent erreichte. In der werberelevanten Zielgruppe betrug der Marktanteil mit 1,70 Millionen Zuschauern 15,0 Prozent. Es ist der erfolgreichste Mittwochs-Film im Ersten seit dem 1. Januar 2014. Den zweiten Teil sahen 4,10 Millionen Zuschauer aller Altersgruppen (12,1 Prozent Marktanteil) und erreichte davon in der Zielgruppe 1,22 Millionen Zuschauer (10,1 Prozent Marktanteil).

### Auszeichnungen
Deutscher Schauspielpreis 2018

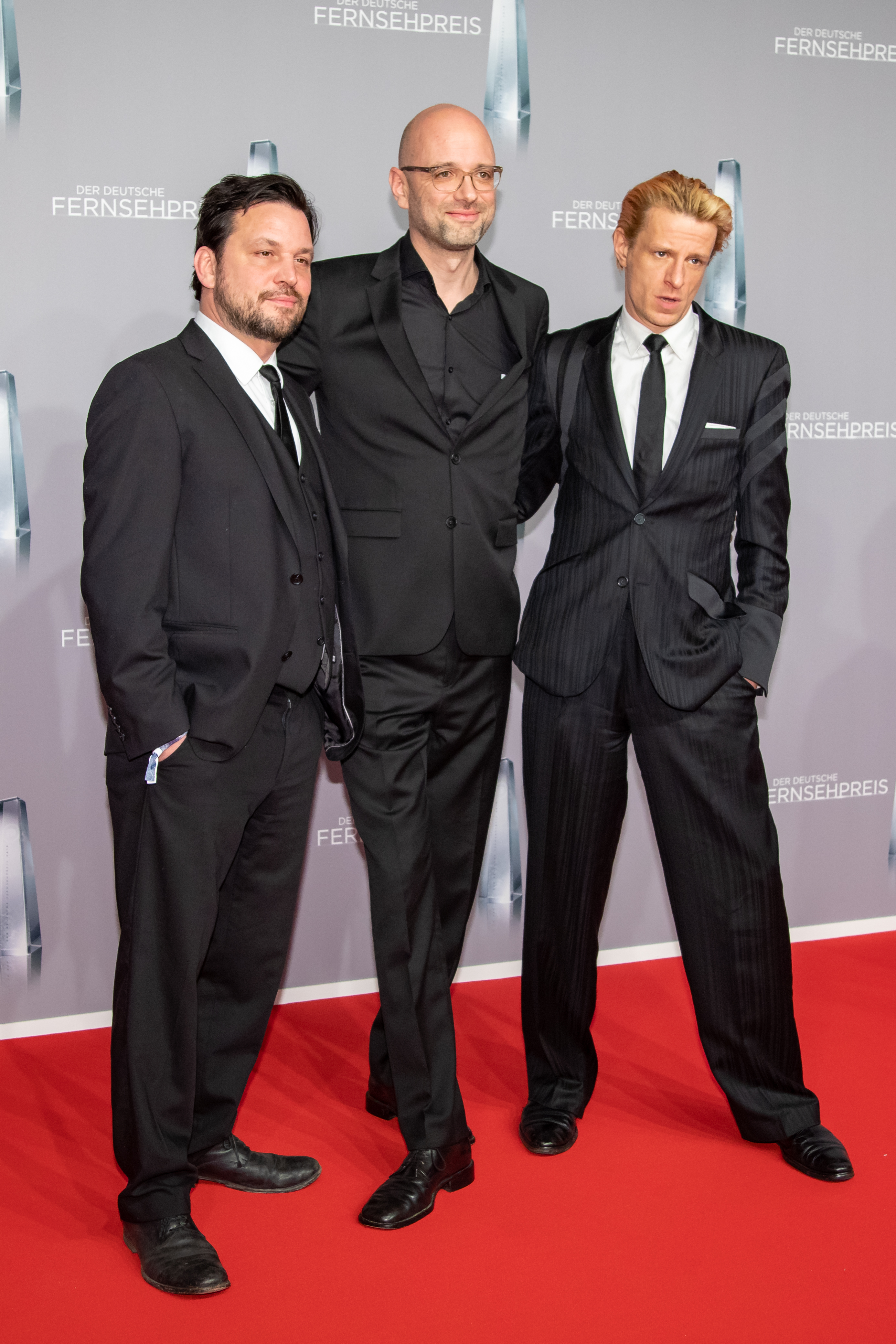
Sascha Alexander Geršak (Rösner), Regisseur Kilian Riedhof und Alexander Scheer (Degowski) beim Deutschen Fernsehpreis 2019

- Auszeichnung in der Kategorie Schauspieler in einer Nebenrolle – Albrecht Schuch
- Auszeichnung in der Kategorie Bestes Ensemble
- Nominierung in der Kategorie Schauspieler in einer Hauptrolle – Sascha A. Geršak
- Nominierung in der Kategorie Schauspielerin in einer Nebenrolle – Marie Rosa Tietjen

Seoul International Drama Awards 2018
- Auszeichnung in der Kategorie TV-Movie[12]
- Auszeichnung in der Kategorie Best Director – Kilian Riedhof

Deutscher Regiepreis Metropolis 2018
- Auszeichnung in der Kategorie Bester Schauspieler – Sascha A. Geršak

Deutscher Fernsehpreis 2019
- Auszeichnung in der Kategorie Bester Mehrteiler
- Auszeichnung in der Kategorie Bester Schauspieler – Albrecht Schuch
- Auszeichnung in der Kategorie Bester Schnitt – Ueli Christen
- Nominierung in der Kategorie Bester Schauspieler – Sascha A. Geršak und Alexander Scheer

Bayerischer Fernsehpreis 2019
- Auszeichnung in der Kategorie Bestes Drehbuch – Holger Karsten Schmidt

BAFTA TV Award 2019
- Nominierung in der Kategorie Best International Programme